# Nosodendron derasum
Nosodendron derasum är en skalbaggsart som beskrevs av Sharp 1902. Nosodendron derasum ingår i släktet Nosodendron och familjen almsavbaggar. Inga underarter finns listade i Catalogue of Life.